# Фаррелл, Анджела
Анджела Фаррелл (англ. Angela Farrell; род. в 1952 в Донеголе) — ирландская певица, представительница Ирландии на конкурсе песни Евровидение 1971.

## Биография
Анджела родилась в 1952 году в небольшом городке Донегол на севере Ирландии. В детстве вместе с родителями она переехала в Портадаун (Северная Ирландия). Молодая исполнительница стала вести «двойную жизнь» — днём она работала в местной аптеке, а ночью выступала в кабаре. Фаррелл дебютировала на телевидении в девятнадцатилетнем возрасте, когда, будучи ещё никому не известной, выступила на ирландском отборочном конкурсе, производившего отбор участников на предстоящее Евровидение. Ею была исполнена песня «One day love», текст и музыка к которой были записаны её знакомыми Рэдом Хёрли и Итой Флинн. К всеобщему удивлению, именно эта песня стала победной, и Анджела Фаррелл получила возможность представить свою страну на песенном конкурсе Евровидение.
На конкурсе, чьей хозяйкой являлась ирландская сторона, Фаррелл выступила под тринадцатым номером. Исполненная ею композиция финишировала одиннадцатой с результатом в 79 баллов.
Сингл «One Day Love» также занял четвёртое место по версии «Irish Singles Chart». Последующие синглы певицы также входили в первую десятку чарта. Несмотря на растущую популярность, к 1972 году певица ушла из шоу-бизнеса.

## Дискография

### Синглы
- One day love (1971) — #4 Irish Singles Chart
- How Near Is Love (1971) — #4 Irish Singles Chart
- I Am (1971) — #9 Irish Singles Chart
- Somewhere In The Shadow of My Dreams (1971) — #9 Irish Singles Chart
- Top of the World (1972)
- Dusty (1972)